# 刘治忠
刘治忠（1941年—1993年7月22日）山西省大同市人，中国人民解放军大校。

## 生平
1958年6月参加工作，1960年3月参加中国人民解放军，1962年7月加入中国共产党。历任战士，六十五军管理处管理排排长、会计，六十五军政治部秘书处管理员，北京军区管理科副科长、科长，山西省军区后勤部副部长、部长，山西省军区副司令员等职，是中共山西省军区党委委员、常委。1988年被授予大校军衔。
1993年7月22日，刘治忠在北京病逝，享年52岁。